# Polyscias willmottii
Polyscias willmottii là một loài thực vật có hoa trong Họ Cuồng cuồng. Loài này được (F.Muell.) Philipson miêu tả khoa học đầu tiên năm 1977.